# Androclo
Androclo (en griego antiguo: Ἄνδροκλος, romanizado: Ándroklos) fue el mítico fundador de la ciudad de Éfeso, en Asia Menor.
Hijo del rey ateniense Codro, fue enviado con sus hermanos a conquistar Jonia. Expulsó a los léleges y carios de la región de Éfeso donde estaban establecidos  y conquistó también la isla de Samos.
Según los oráculos, los colonos debían fundar su futura ciudad en el lugar indicado por un jabalí y un pez. La predicción se cumplió cuando, durante la preparación de una cena, un pescado se escapó del plato de cocción, llevándose consigo brasas que prendieron fuego a un arbusto. De la arboleda salió un jabalí, inmediatamente matado por Androclo, quien luego fundó allí la ciudad de Éfeso. Siendo Androclo el líder de la expedición jónica, Éfeso disfrutó entonces de primacía entre las doce ciudades de la Liga Jónica, fundada por los hijos ilegítimos de Codro.